# ويندي أوفرتون
ويندي أوفرتون (بالإنجليزية: Wendy Overton)‏ هي لاعبة كرة مضرب أمريكية، ولدت في 31 مارس 1947 في بوينتون في الولايات المتحدة.

## وصلات خارجية
- ويندي أوفرتون على موقع رابطة محترفات التنس (الإنجليزية)
- ويندي أوفرتون على موقع الاتحاد الدولي لكرة المضرب (الإنجليزية)
- ويندي أوفرتون على موقع خلاصة التنس.كوم (الإنجليزية)